# Aussurucq
Aussurucq – miejscowość i gmina we Francji, w regionie Nowa Akwitania, w departamencie Pireneje Atlantyckie.
Według danych na rok 1990 gminę zamieszkiwały 274 osoby, a gęstość zaludnienia wynosiła 6 osób/km² (wśród 2290 gmin Akwitanii Aussurucq plasuje się na 905. miejscu pod względem liczby ludności, natomiast pod względem powierzchni na miejscu 145.).